# 杉山神社 (横浜市保土ケ谷区星川)
杉山神社（すぎやまじんじゃ）は神奈川県横浜市保土ケ谷区星川にある神社。横浜市内唯一かつ旧武蔵国の式内社である「杉山神社」の論社の一つとされている。星川杉山神社とも呼称される。

## 祭神
- 日本武尊（やまとたけるのみこと）

## 由緒・歴史
当社の創建時期は不明であるが、貞観11年（869年）に編纂された『続日本後紀』に記載のある「枌山神社」や延長5年（927年）に編纂された『延喜式神名帳』に記載のある「武蔵国都筑郡唯一の式内社」とされる杉山神社の論社の一つとなっている。
また江戸時代には、『新編武蔵風土記稿』にて橘樹郡神奈川領下星川村に鎮座する杉山神社についての記載がされている他、『江戸名所図会』ではこの神社を指して延喜式内社である旨の記載もされている。
昭和に入る頃までは境内に杉や松が密集しており、日光が届かないほどであった。太平洋戦争時には星川から天王町、帷子にかけての地域が全焼しているものの、当社の裾野は延焼を免れている。

## 境内
境内社
- 伏見稲荷社（祭神：倉稲魂神）

## 祭事・年中行事
下記は当社における祭事・年中行事の日程である。なお、本来の例祭日は9月19日であるが、現在では例祭が同月の第二週または第三週土・日曜日に執り行われている（年によって異なり、例えば2014年は第二週の9月13日・14日に斎行された）。詳細は当社公式サイト内の「お知らせ」を参照。
- 歳旦祭：1月1日
- 成人祭：1月15日
- 紀元祭：2月11日
- 節分祭：2月節分
- 勧学入社奉告祭：3月31日
- 大祓：6月30日
- 夏祭：6月の最終土曜日
- 例祭：9月の第二週または第三週 土・日曜日（杉山まつり、秋季例大祭）
  - 土曜日：宵宮祭
  - 日曜日：大祭式
- 七五三祭：11月毎日
- 大祓・除夜祭：12月31日

## 祈祷や婚礼・葬祭、稽古の実施
当社では各種祈祷や出張祭典、結婚式、神葬祭等を執り行っている。この他、明神神楽会では当社の参集殿にて、江戸祭囃子や尾張太鼓、神楽笛、獅子舞などの稽古を実施している。

## その他
神紋は丸に神聖な森を表す「三本杉」である。杉山神社は河川沿いにある場合が多いが、当社は帷子川沿いの明神台の丘（重箱山）に鎮座している。また、当社の裏手からは2004年（平成16年）に縄文時代から弥生時代頃のものと推定される遺跡が発見されている。
当社にまつわる昔話として、江戸時代に当社の御神木を切り倒して芝居小屋の棟木に使用したが、家鳴り振動の怪異などが起こって興行を中止したという「棟木の怪談」がある。

## 所在地・交通
神奈川県横浜市保土ケ谷区星川1-19-1
- 相鉄本線「星川駅」より徒歩約13分

## ギャラリー

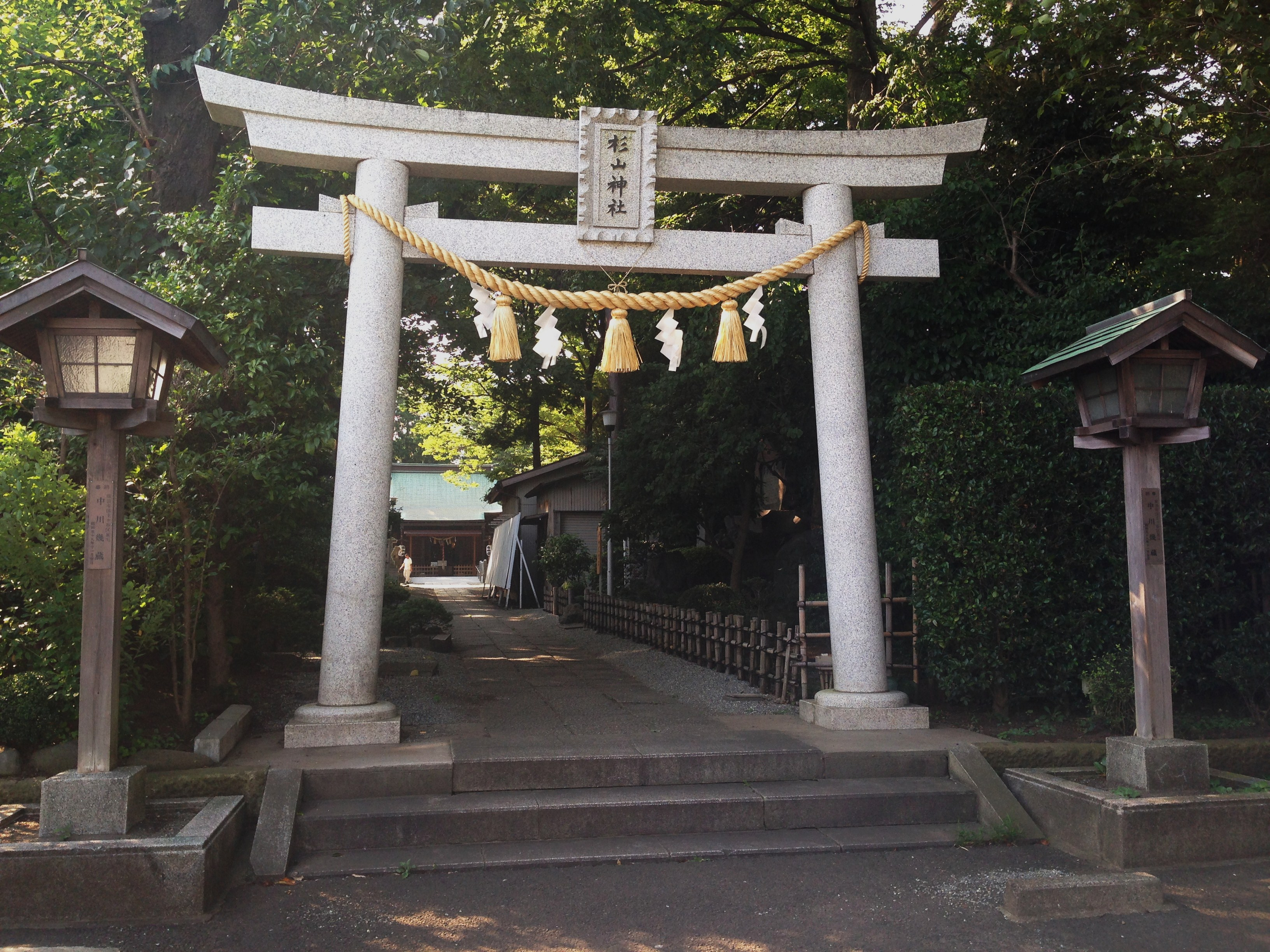
正面（南東側）の鳥居
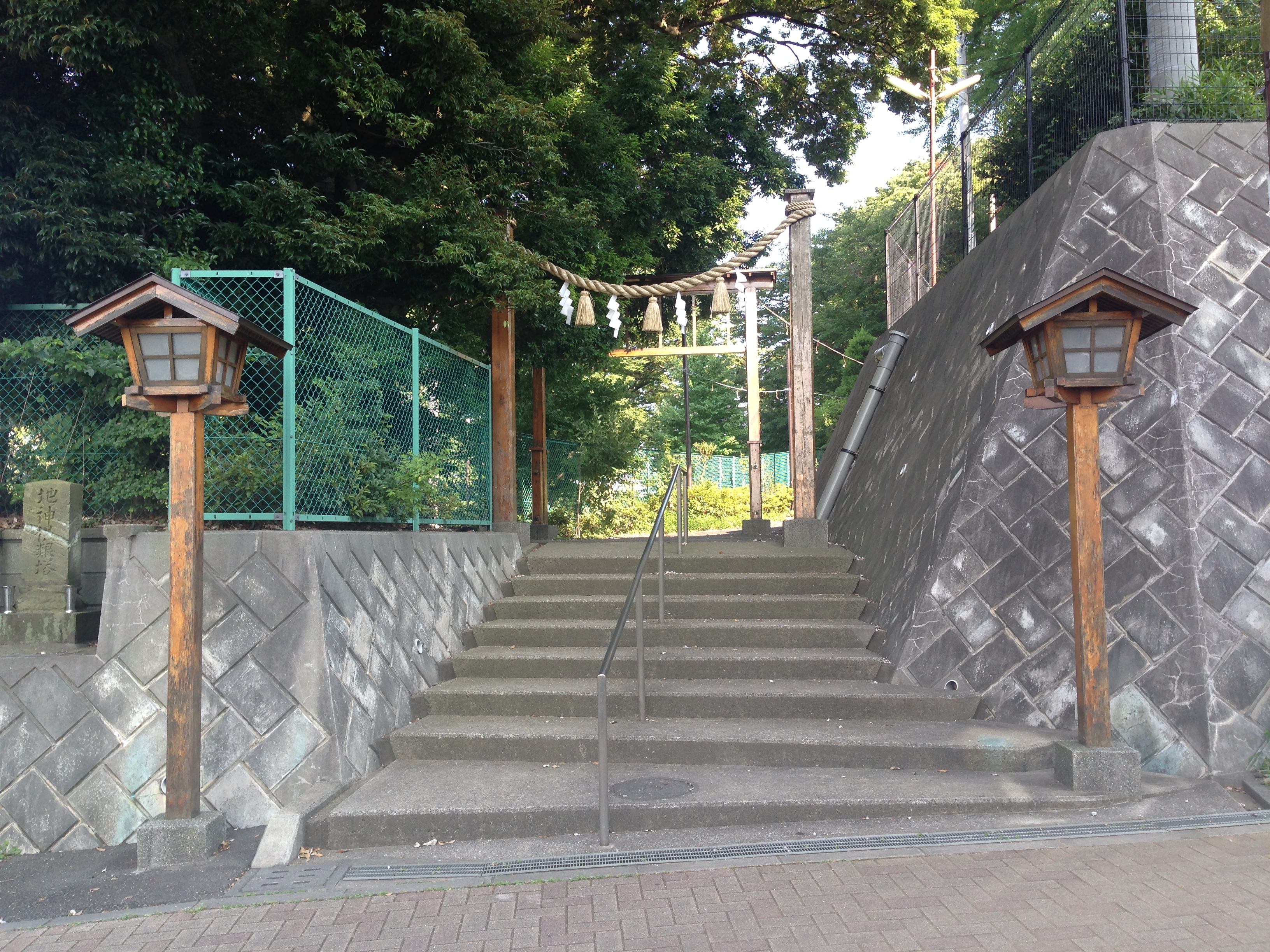
北西側の境内入口
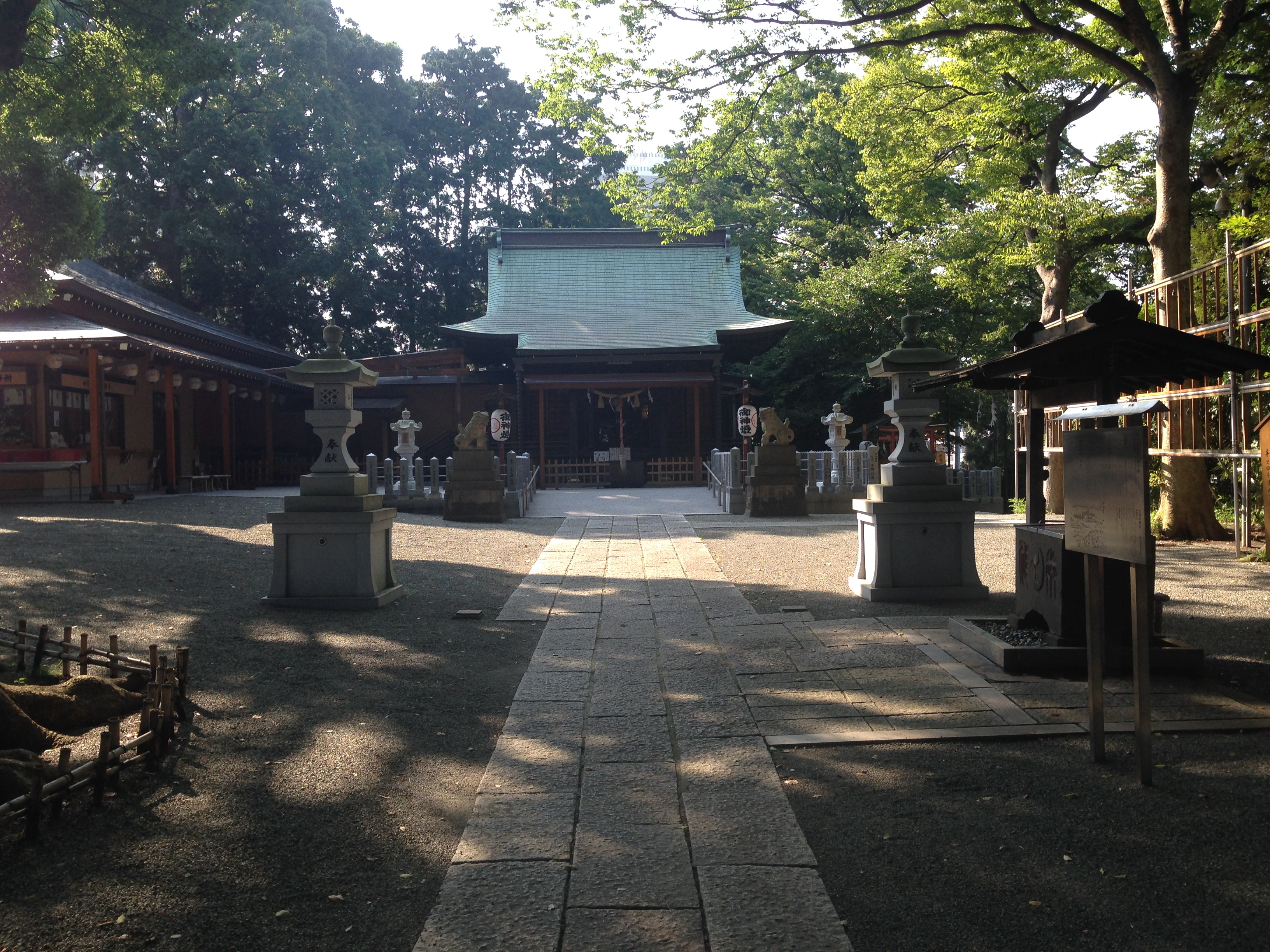
当社の境内、右手前に手水舎、奥の中央に拝殿とその左側に社務所
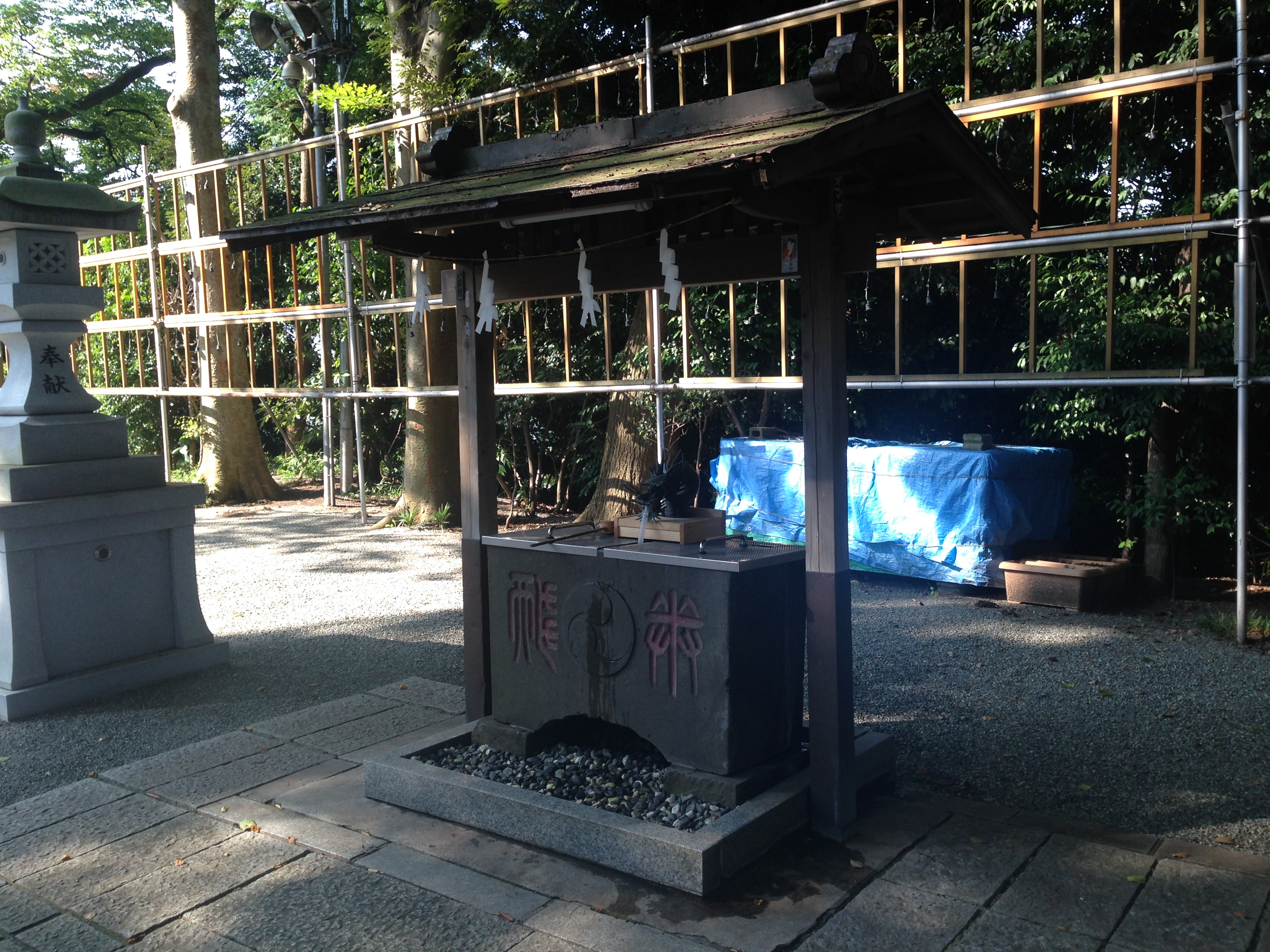
手水舎
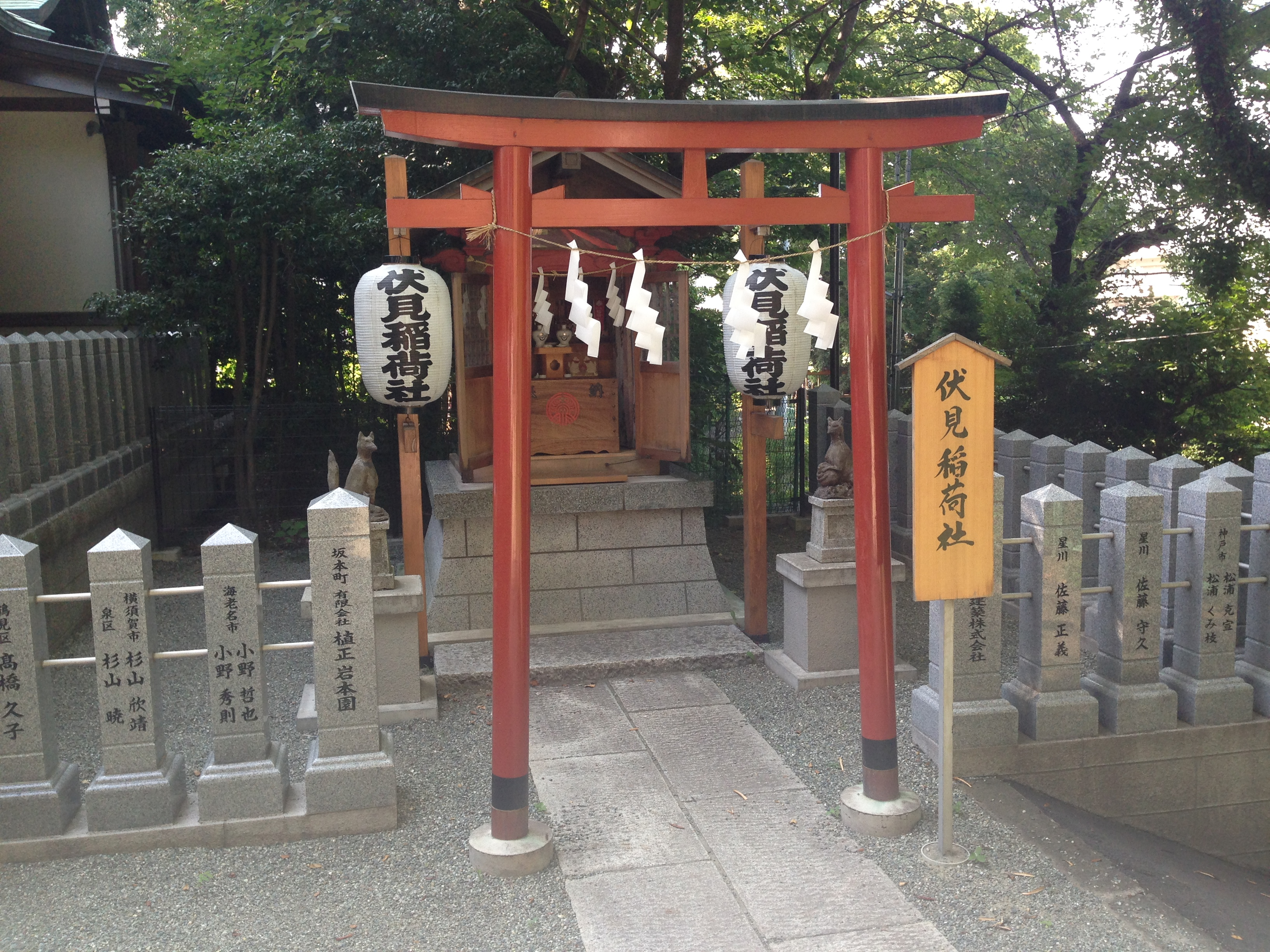
境内社の伏見稲荷社